# Sport Clube Maceira Liz
Le Sport Clube Maceira Liz est un club de football portugais basé à Maceira.

## Histoire
On en connaît peu sur le SC Maceira Liz, cependant le club a évolué en deuxième division nationale pendant la saison 1939-1940. Le club évolue seulement une saison. Le SC Maceira Liz a été également une filiale du Sporting Clube de Portugal, cependant aujourd'hui le club a cessé ses activités.

## Palmarès
| Compétitions nationales                                                           | Compétitions régionales |
| --------------------------------------------------------------------------------- | ----------------------- |
| - Championnat du Portugal D2 (0) - Meilleure performance : 3e (1939-40 (série 2)) | Vierge                  |